# Veer Towers
Le Veet Towers sono due torri adiacenti, dell'altezza di 150 metri, situate nel compresso CityCenter, lungo la Las Vegas Strip nel Paradise (Nevada). Sono destinate ad uso residenziale: in ogni torre ci sono 337 lussuosi appartamenti, con metratura variabile da 49.9 a 209.6 m2. Le due torri furono disegnate dalla Murphy/Jahn Architects di Chicago e pendono in direzioni opposte (cinque gradi rispetto alla verticale).
Ogni appartamento ha una vista sulla skyline di Las Vegas. Le Lobby e gli spazi pubblicitari furono sviluppati da Francisco Gonzalez Pulido e le vetrine sono illuminate dalla luce naturale. Dianna Wong Architecture & Interior Design progettarono gli interni delle residenze.
I due tetti, detti Sky Decks, includono piscine a sfioro bordo, vasche idromassaggio, solarium e cucine estive. Attività di fitness per i residenti e spogliatoi, sale da biliardo e saloni sono situati al trentasettesimo piano. 
Una strada residenziale privata porta a separare gli ingressi dei veicoli, garantire servizio ascensore e di camerieri, il tutto monitorato dalla sicurezza 24 ore al giorno.
Le due torri sono gli unici edifici destinati ad uso residenziale del complesso CityCenter.

## Storia
L'edificio ricevette la certificazione LEED Gold il 20 novembre 2009 e fu aperto il 14 luglio 2010.
Nel dicembre 2012, CityCenter ha venduto 427 appartamenti in massa per 119 milioni di dollari alla Ladder Capital Finance.

## Belle arti
Le pareti della lobby di entrambe le Veer Towers includono disegni di fango dell'artista Richard Long, vincitore del Turner Prize, che ha diluito fango che ha portato a Las Vegas dal fiume Avon e ha applicato alle pareti con le mani. Le due opere di grandi dimensioni dal titolo Circle of Chance e Terra coprono le pareti delle hall della torre ovest ed est.

## Galleria d'immagini

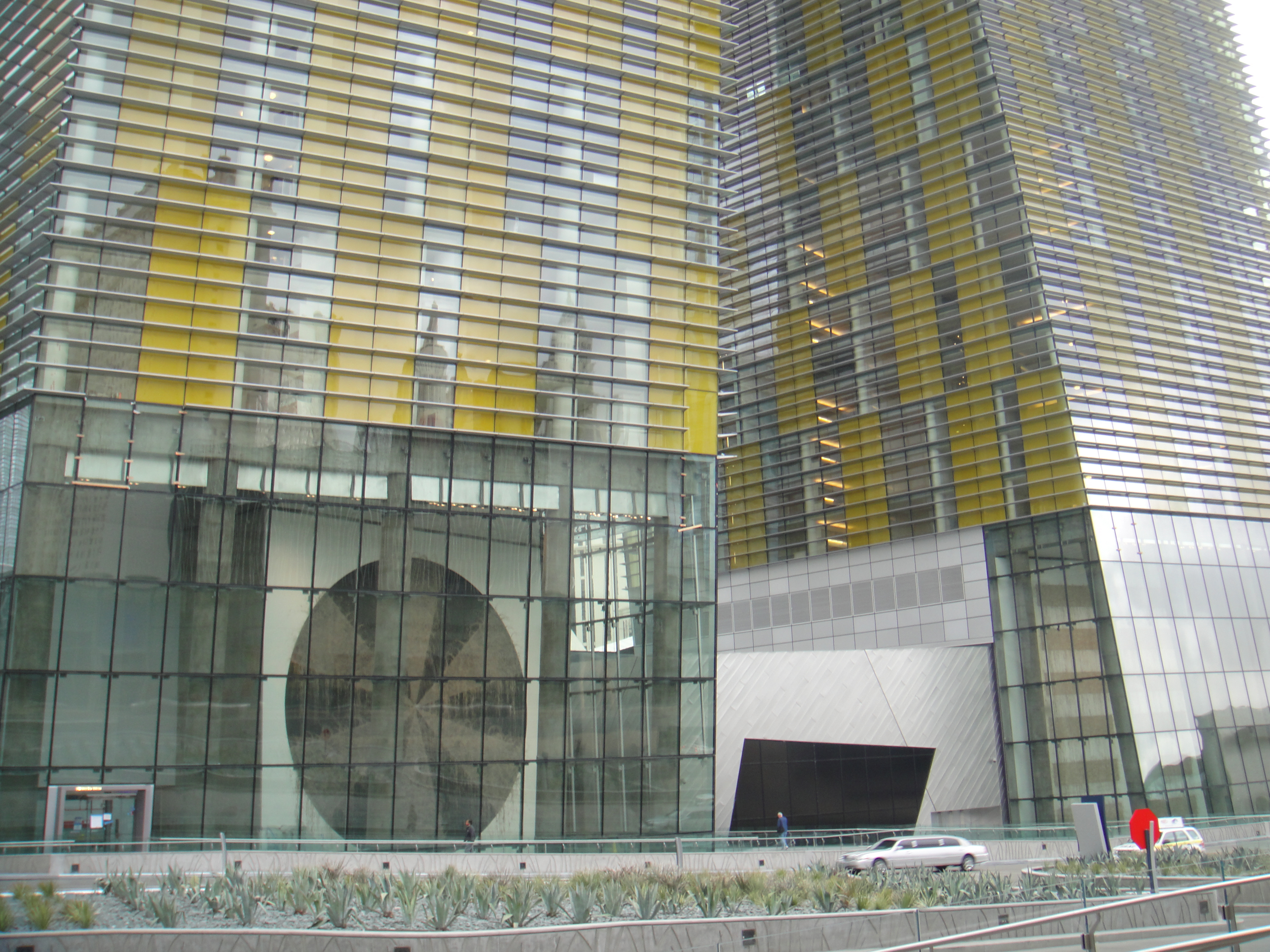
La torre ovest nel mese di marzo 2010.
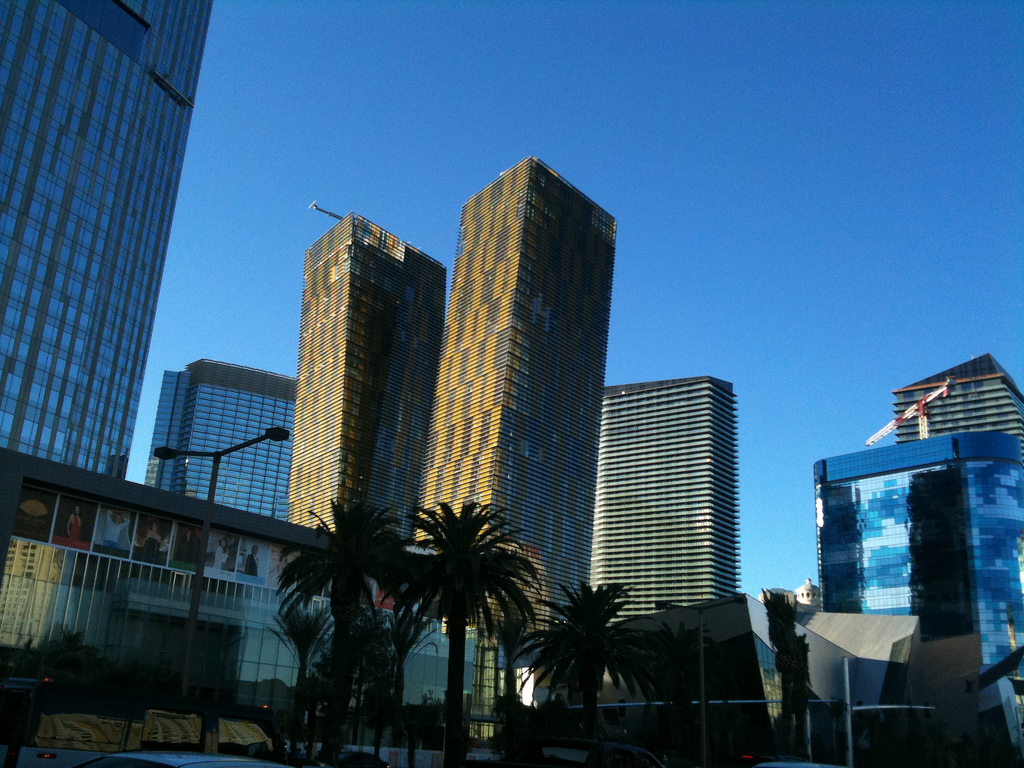
Foto poco prima dalla apertura del CityCenter, nel novembre 2009.
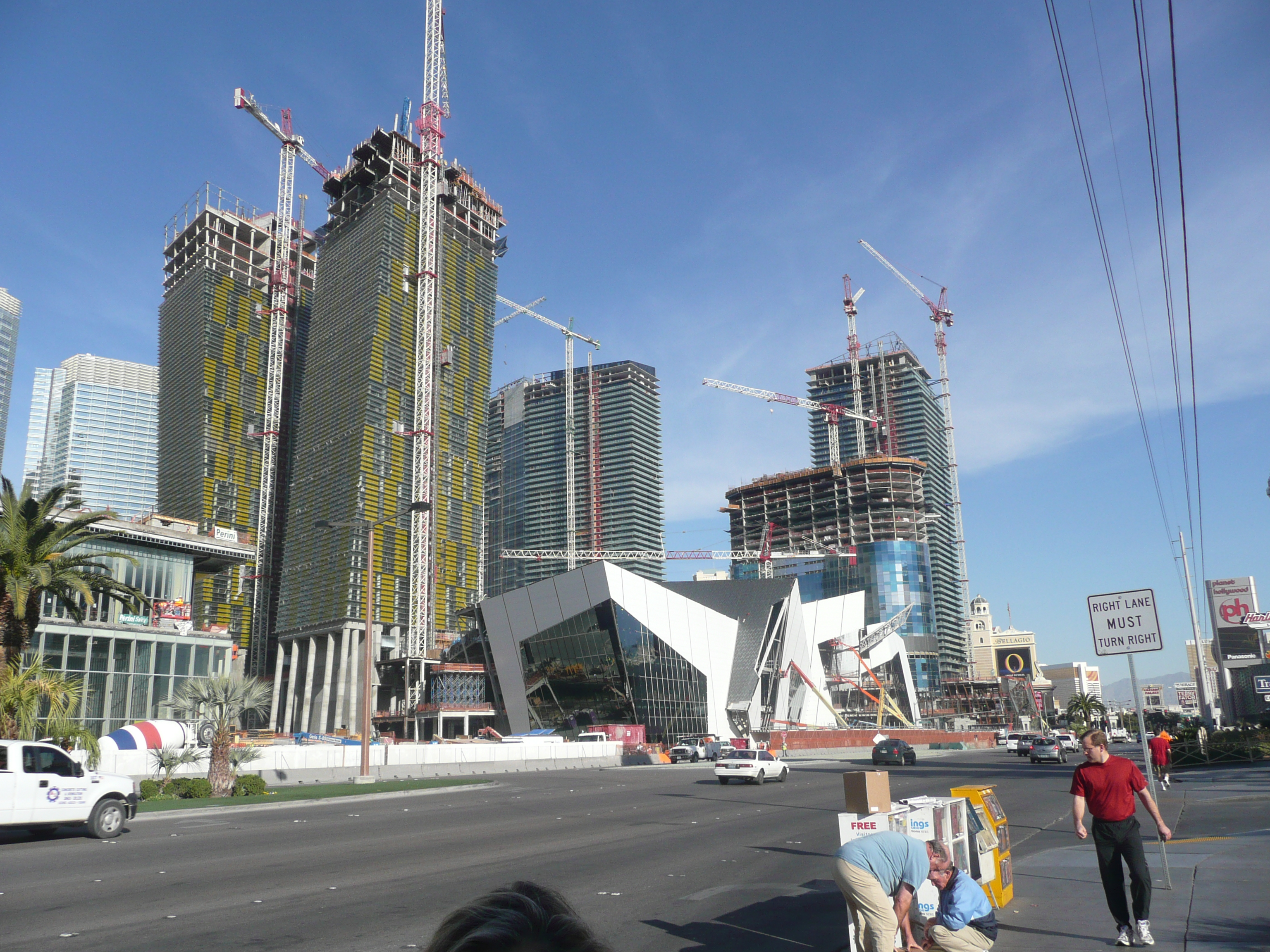
Costruzione della facciata e degli ultimi piani nel febbraio 2009.
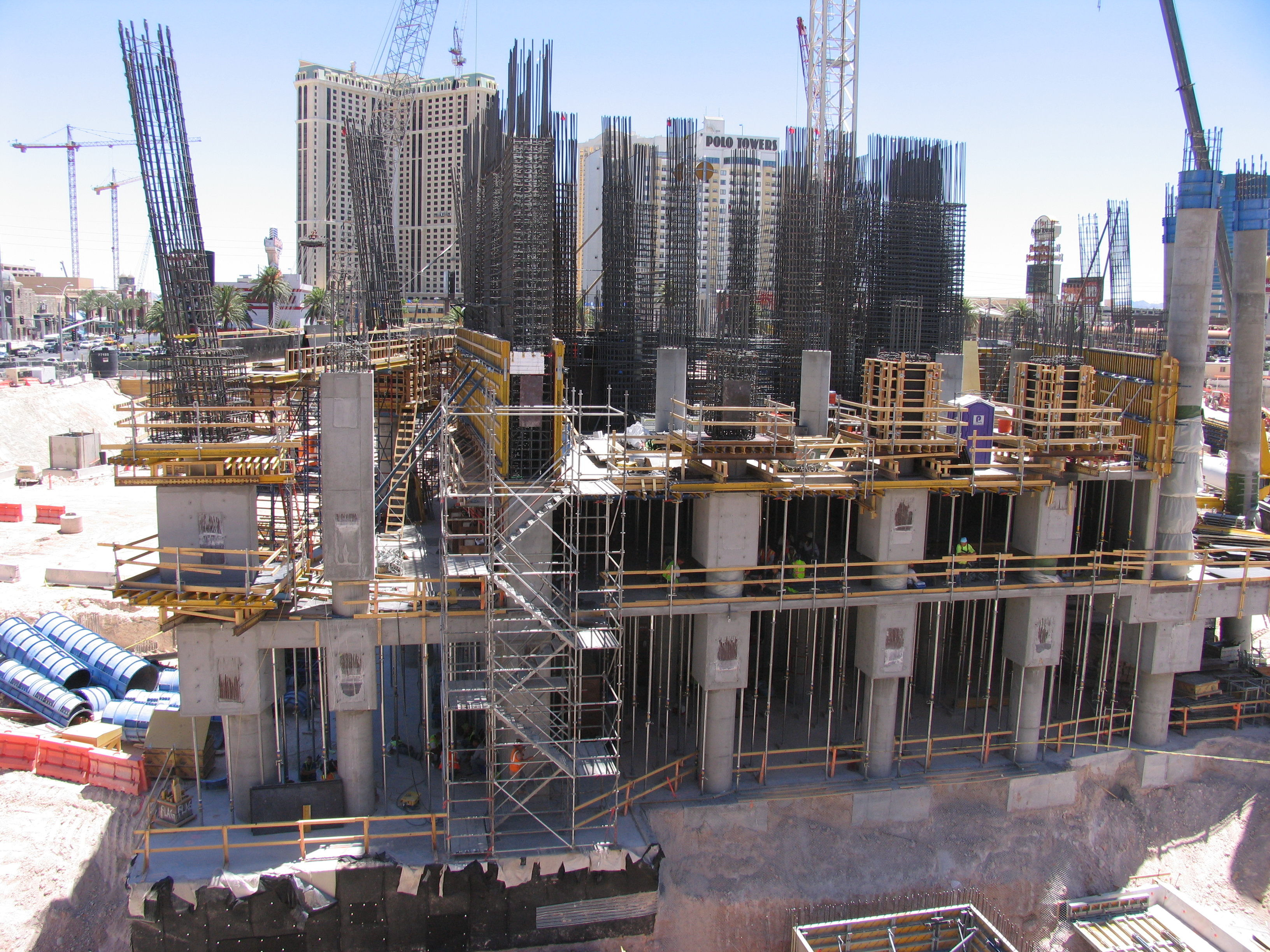
Foto della costruzione dopo che i primi piani furono completati nel giugno 2007.